# Norbert Adam
Norbert Adam (* 24. November 1931; † 25. November 2020 in Perchtoldsdorf) war ein österreichischer Sportfunktionär und Journalist.

## Leben
Beruflich war Norbert Adam von 1952 bis 1967 ASKÖ-Sportsekretär und (Chef-)Redakteur der Zeitschrift ASKÖ-Sport, von 1967 bis 1992 ORF Radio-Sportredakteur (erster Radio-Sportredakteur im Studio Burgenland, Sportredakteur/Leiter der Hauptabteilung Sport) sowie Mitarbeiter bei den Tageszeitungen Neues Österreich, Express, Wien-Sport-Korrespondent der Oberösterreichischen Nachrichten.
Vorerst Basketballer, danach als Multisportfunktionär war er ab 1952 in verschiedenen Funktionen im Wiener und später im Österreichischen Basketballverband tätig. Norbert Adam war auch Medienbetreuer bei einer „Österreich-Rundfahrt“ und jahrelang Pressereferent in verschiedenen Sportverbänden (Österreichischer Schwimmverband, Österreichischer Judoverband, Österreichischer Radsport-Verband). Als Organisator und Vorsitzender des Organisationskomitees (OK) agierte er auch bei einer Basketball-Europameisterschaft und als Generalsekretär von Basketball- und Judo-Europa- bzw. Weltmeisterschaften. Ebenso war er als Obmann des ABC Wien (Basketball und Fitness) Veranstalter von Fit-Lauf- und Spiel-Festen an Nationalfeiertagen am WIG-Gelände Laaerberg, bzw. am Wiener Heldenplatz (mit dem österreichischen Bundesheer) mit bis zu 50.000 Teilnehmern. Überdies war er einer der Proponenten der Österreichischen Sporthilfe und ab 1990 Fachrats- und Kuratoriumsmitglied sowie Redakteur im Österreichischen Institut für Schul- und Sportstättenbau (ÖISS).
Ab den Fünfzigerjahren war er Mitarbeiter am Österreichischen Sportjahrbuch der Österreichischen Bundes-Sportorganisation (BSO), ab 1968 25 Jahre dessen Chefredakteur; BSO-Öffentlichkeitsreferent und Exekutivmitglied (1949 bis 1990). Obmann des Österreichischen Journalistenclubs, Mitglied des Präsidiums der Journalistengewerkschaft und der Gewerkschaft Kunst, Medien, Freie Berufe sowie Redakteur der Publikation Schule & Sportstätte.

## Publikationen
- Faszination eines Spiels: Basketball in Österreich 1948–1988, der Versuch einer Dokumentation von ehemaligen Spielern. Wien: Österreichischer Basketballverband, 1988
- Österreichs Sportidole: Olympiasieger, Weltmeister, Europameister von Wilhelm Steinitz bis Peter Seisenbacher. Wien: Bohmann, 1984 (Edition Sport)
- Sport, Spiel, Spektakel in Wien: die ganze Stadt ist Spiel- und Sportstätte. Wien: Mohl, 1996
- Schwimmania 1899–1999. Wien: Verband Österreichischer Schwimmvereine (VÖS), 1999
- Leichtathletik: die Königin des Sports. 100 Jahre Österreichischer Leichtathletik-Verband (mit Farbreportage von der Hallen-EM 2002). Wien: Drabesch, 2002 + 1 CD-ROM
- 1945–2005. 60 Jahre Sport in Österreich: eine Erfolgsgeschichte. Wien: Bundeskanzleramt 2005
- Bundessportorganisation: Sechs Jahrzehnte für Österreichs Sport. Eine Dokumentation von Prof. Norbert Adam. Wien: Österreichische Bundes-Sportorganisation, 2011

## Auszeichnungen
- 1983: Silbernes Ehrenzeichen für Verdienste um die Republik Österreich
- 1993: BSO-Ehrenplakette in Gold
- 2001: Berufstitel Professor
- 2009: Sportehrenzeichen der Stadt Wien
- ASKÖ-Ehrenplakette in Gold
- Ehrenmitglied des österreichischen Basketball- und Judoverbandes